# État d'Anzoátegui
Pour les articles homonymes, voir Anzoátegui.
Anzoátegui est un État du Venezuela. Sa capitale est Barcelona. En 2021, sa population s'élève à 2 116 867 habitants.

## Histoire

### Toponymie
Ce nom lui a été donné en 1909 en l'honneur de José Antonio Anzoátegui, un des acteurs vénézuéliens de la lutte pour l'indépendance du pays. L'État était auparavant nommé Barcelona, du nom de sa capitale.

### Fondation de Barcelone
La ville de Barcelona, qui tire son nom de la ville éponyme espagnol Barcelone, est fondée en 1677 sous le nom de Nueva Barcelona del Cerro Santo, qui s'est simplifié avec le temps en Barcelona. 

### Province de Barcelone

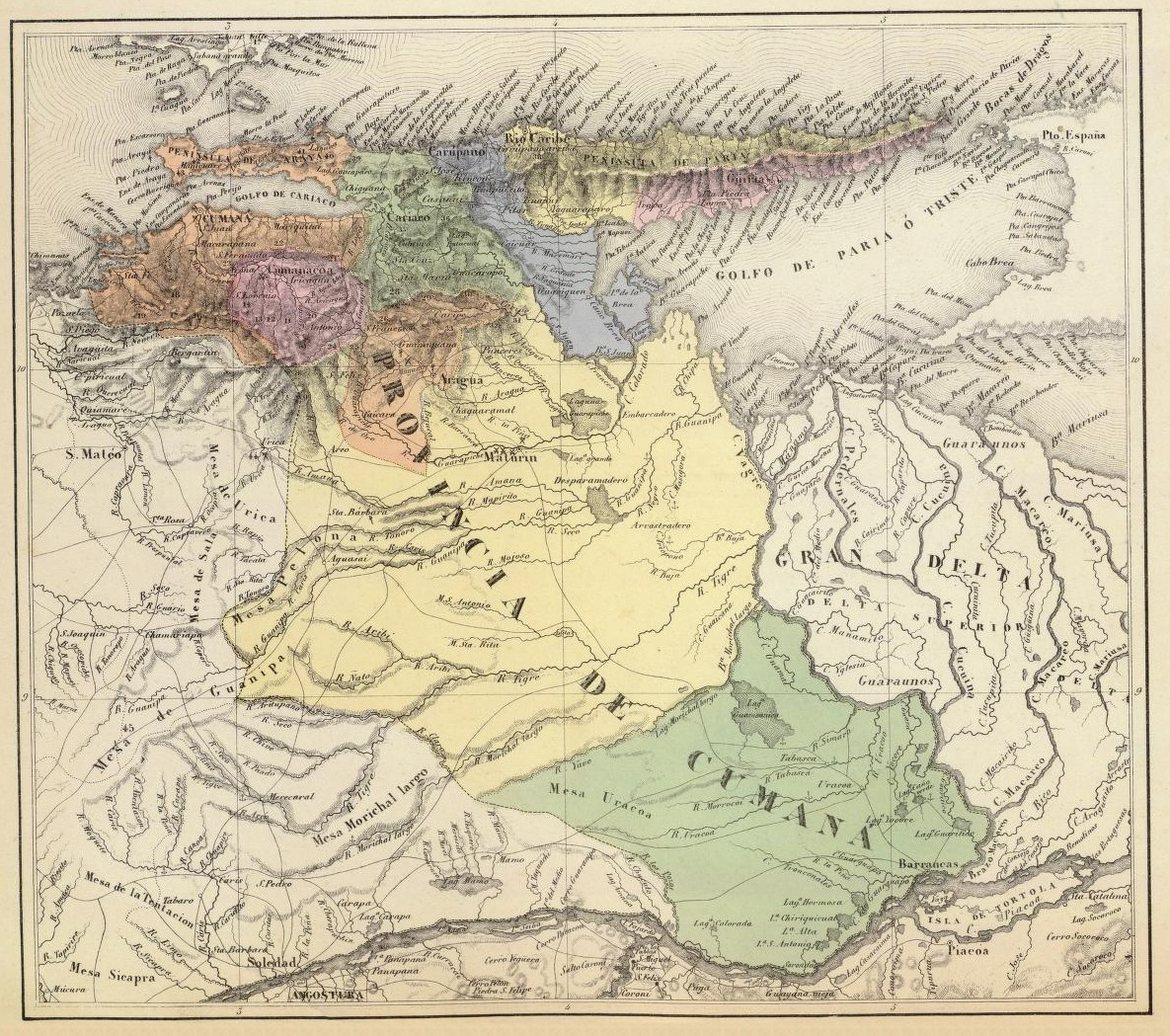
Carte de la province de Cumaná en 1840.

Le territoire fait partie de la province de Cumaná jusqu'au 27 avril 1810, date à laquelle est créée la province de Barcelona. Ce nom perdure jusqu'en 1821, puis de 1830 à 1864. Le 22 avril 1864, la province est érigée en « État de Barcelone » (Estado Barcelona, en espagnol), nom que le territoire conserve jusqu'en 1909 quand il change de nouveau pour son nom actuel d'État d'Anzoátegui.

## Démographie, société et religions

### Démographie
Selon l'Institut national de la statistique (Instituto Nacional de Estadística en espagnol), la population a augmenté de 20,25 % entre 2001 et 2011 et s'élève à 1 469 747 habitants lors de ce dernier recensement :
| 2001      | 2011      |
| --------- | --------- |
| 1 222 225 | 1 469 747 |

## Administration et politique

### Subdivisions
Selon la loi de réforme de la loi de division politique territoriale de l'État d'Anzoátegui du 27 juin 1995, publié au no 200 au Journal officiel, l'État est divisé en 21 municipalités totalisant 57 divisions territoriales dont 39 paroisses civiles et 18 « capitales », ou « parroquia capital », en espagnol. En effet, dans la majorité des municipalités de l'État, la législation n'accorde pas de type de nom particulier à la division correspondant au territoire où se situe son chef-lieu ; l'Institut national de la statistique du Venezuela a créé le terme de « parroquia capital », ici traduit par le terme « capitale » à cette fin ; cette division territoriale et statistique est identifiée dans ce présent tableau par le nom en italiques suivi d'une astérisque :
| Municipalité                  | Localisation | Chef-lieu           | Nombre de divisions territoriales (paroisses civiles + « capitales ») | Paroisses civiles (capitales) | Population (2001) | Population (2011) |
| ----------------------------- | ------------ | ------------------- | --------------------------------------------------------------------- | --- | ----------------- | ----------------- |
| Anaco                         |              | Anaco               | 3 (2 + 1)                                                             | Buena Vista (Buena Vista) Capitale Anaco * (Anaco) San Joaquín (San Joaquín) | 101 172           | 122 634           |
| Aragua                        |              | Aragua de Barcelona | 2 (1 + 1)                                                             | Cachipo (Cachipo) Capitale Aragua * (Aragua de Barcelona) | 27 025            | 29 168            |
| Diego Bautista Urbaneja       |              | Lechería            | 2 (1 + 1)                                                             | El Morro (Lechería) Capitale Diego Bautista Urbaneja * (Lechería) | 21 200            | 37 829            |
| Fernando de Peñalver          |              | Puerto Píritu       | 3 (2 + 1)                                                             | Capitale Fernando de Peñalver * (Puerto Píritu) San Miguel (San Miguel) Sucre (El Hatillo)                                                                                        | 24 819            | 33 437            |
| Francisco del Carmen Carvajal |              | Valle de Guanape    | 2 (1 + 1)                                                             | Sante Bárbara (Santa Bárbara) Capitale Francisco del Carmen Carvajal * (Valle de Guanape)                                                                                         | 11 072            | 14 653            |
| Francisco de Miranda          |              | Pariaguán           | 5 (4 + 1)                                                             | Atapirire (Atapirire) Boca del Pao (Boca del Pao) Capitale Francisco de Miranda * (Pariaguán) El Pao (El Pao de Barcelona) Múcura (Múcura)                                        | 34 769            | 43 173            |
| Guanta                        |              | Guanta              | 2 (1 + 1)                                                             | Capitale Guanta * (Guanta) Chorrerón (Pertigalete) | 27 145            | 30 891            |
| Independencia                 |              | Soledad             | 2 (1 + 1)                                                             | Capitale Independencia * (Soledad) Mamo (Carapa) | 26 141            | 30 016            |
| José Gregorio Monagas         |              | Mapire              | 6 (5 + 1)                                                             | Capitale José Gregorio Monagas * (Mapire) Piar (Santa Cruz del Orinoco) Santa Clara (Santa Clara) San Diego de Cabrutica (San Diego de Cabrutica) Uverito (Uverito) Zuata (Zuata) | 14 347            | 17 534            |
| Juan Antonio Sotillo          |              | Puerto La Cruz      | 2 (1 + 1)                                                             | Capitale Puerto La Cruz * (Puerto La Cruz) Pozuelos (Pozuelos) | 206 957           | 244 728           |
| Juan Manuel Cajigal           |              | Onoto               | 2 (1 + 1)                                                             | Capitale Juan Manuel Cajigal * (Onoto) San Pablo (San Pablo) | 12 358            | 13 476            |
| Libertad                      |              | San Mateo           | 3 (2 + 1)                                                             | Capitale Libertad * (San Mateo) El Carito (El Carito) Santa Inés (Santa Inés) | 12 905            | 14 437            |
| Manuel Ezequiel Bruzual       |              | Clarines            | 3 (2 + 1)                                                             | Capitale Manuel Ezequiel Bruzual * (Clarines) Guanape (Guanape) Sabana de Uchire (Sabana de Uchire)                                                                               | 27 758            | 32 655            |
| Pedro María Freites           |              | Cantaura            | 4 (3 + 1)                                                             | Capitale Pedro María Freites * (Cantaura) Libertador (Mundo Nuevo) Santa Rosa (Santa Rosa) Urica (Urica)                                                                          | 59 189            | 73 121            |
| Píritu                        |              | Píritu              | 2 (1 + 1)                                                             | Capitale Píritu * (Píritu) San Francisco (San Francisco) | 18 864            | 23 248            |
| San José de Guanipa           |              | San José de Guanipa | 0                                                                     | (aucune) | 64 016            | 76 398            |
| San Juan de Capistrano        |              | Boca de Uchire      | 2 (1 + 1)                                                             | Boca de Chávez (Boca de Chávez) Capitale San Juan de Capistrano * (Boca de Uchire)                                                                                                | 7 586             | 9 047             |
| Santa Ana                     |              | Santa Ana           | 2 (1 + 1)                                                             | Capitale Santa Ana * (Santa Ana) Pueblo Nuevo (Pueblo Nuevo) | 8 954             | 9 636             |
| Simón Bolívar                 |              | Barcelona           | 6                                                                     | Bergantín (Bergantín) Caigua (Caigua) El Carmen (Barcelona) El Pilar (El Pilar) Naricual (Naricual) San Cristóbal (Barcelona)                                                     | 359 984           | 421 424           |
| Simón Rodríguez               |              | El Tigre            | 2                                                                     | Edmundo Barrios (El Tigre) Miguel Otero Silva (El Tigre) | 147 800           | 182 474           |
| Sir Arthur Mc Gregor          |              | El Chaparro         | 2 (1 + 1)                                                             | Capitale Sir Arthur Mc Gregor * (El Chaparro) Tomás Alfaro Calatrava (José Gregorio Monagas)                                                                                      | 8 164             | 9 768             |
| Total                         |              |                     | 57                                                                    | | 1 222 225         | 1 469 747         |

### Organisation des pouvoirs
Le pouvoir exécutif est l'apanage du gouverneur. L'actuel gouverneur est Luis José Marcano depuis le 22 novembre 2021.
| Photo | Scrutin | Période                               | Nom du gouverneur    | Parti politique | Résultat électoral | Notes                                    |
| ----- | ------- | ------------------------------------- | -------------------- | --------------- | ------------------ | ---------------------------------------- |
|       | 1989    | 1989-1992                             | Ovidio González      | COPEI           | 53,55 %            | Premier gouverneur élu                   |
|       | 1992    | 1992-1994                             | Ovidio González      | COPEI           | 51,69 %            | Réélection                               |
|       | 1994    | 1994-1995                             | Dennis Balza Ron     | AD              | 49,56 %            | Second gouverneur élu                    |
|       | 1995    | 1995-1998                             | Dennis Balza Ron     | AD              | 38,66 %            | Réélection                               |
|       | 1998    | 1998-2000                             | Alexis Rosas         | MVR             | 34,25 %            | Troisième gouverneur élu                 |
|       | 2000    | 2000-2004                             | David De Lima        | MAS             | 41,74 %            | Quatrième gouverneur élu                 |
|       | 2004    | 2004-2008                             | Tarek William Saab   | MVR             | 57,38 %            | Cinquième gouverneur élu                 |
|       | 2008    | 2008-2012                             | Tarek William Saab   | PSUV            | 55,05 %            | Réélection                               |
|       | 2012    | 2012-2016                             | Aristóbulo Istúriz   | PSUV            | 56,45 %            | Sixième gouverneur élu                   |
|       | -       | 2016-2017                             | Nelson Moreno        | PSUV            | -                  | Intérim, président du Conseil législatif |
|       | 2017    | 2017 - 21 novembre 2021               | Antonio Barreto Sira | AD              | 51,69 %            | Septième gouverneur élu                  |
|       | 2021    | Depuis le 22 novembre 2021 (en cours) | Luis José Marcano    | PSUV            | 45,98 %            | Actuel gouverneur                        |

## Économie
Anzoátegui, connu pour être un état pétrolier, produit également du gaz. Anaco, l'une de ses villes les plus importantes, est appelée « le cœur du gaz vénézuélien ».

## Culture

### Personnalités liées
- José Álvarez
- Alexi Amarista
- José Antonio Anzoátegui
- Juan Manuel Cajigal y Odoardo
- Pedro María Freites
- Mayckol Guaipe
- Aquiles Guzman
- Leonardo Jardim
- José López (baseball)
- Frank Mata
- Miguel Otero Silva
- Héctor Romero
- Niuman Romero
- Ryan Vasquez
- José-Apeles Santolaria de Puey y Cruells
- Valeria Solarino

## Sources
- (es) Cet article est partiellement ou en totalité issu de l’article de Wikipédia en espagnol intitulé « Anexo:Gobernador de Anzoátegui » (voir la liste des auteurs).